# (1004) Belopolskya
(1004) Belopolskya ist ein Asteroid des Hauptgürtels, der am 5. September 1923 vom russischen Astronomen Sergei Iwanowitsch Beljawski am Krim-Observatorium in Simejis entdeckt wurde.
Der Asteroid wurde nach dem russischen Astrophysiker Aristarch Apollonowitsch Belopolski benannt.